# Nam Thập Tự
Chòm sao Nam Thập Tự (南十字) (hay Nam Tào, Chữ Thập Phương Nam, Nam Thập, tiếng Latinh: Crux, ngược lại với Bắc Thập hay Thiên Nga) gồm 4 ngôi sao khá sáng xếp thành hình chữ thập. Chòm sao Nam Thập ở vào khoảng giữa chòm sao Bán Nhân Mã (Centaurus) và Thương Dăng (Musca), là những ngôi sao sáng và rõ, cho nên chòm Nam Thập rất dễ nhận diện. Tuy là nhỏ nhất trong số 88 chòm sao hiện đại, tuy nhiên nó lại là một trong những chòm sao nổi tiếng nhất. Bao quanh ba phía của nó là chòm sao Bán Nhân Mã (Centaurus) và ở phía nam của nó là chòm sao Thương Dăng (Musca, tức Con Ruồi). Nó là chòm sao sáng nhất trên bầu trời, với độ sáng tổng thể là 29,218. Vì vị trí của Việt Nam nằm ở Bắc Bán Cầu nên người ta chỉ có thể thấy chòm sao Nam Thập vào chập tối trong khoảng tháng 5 đến tháng 7 hàng năm.

## Các đặc điểm nổi bật
Do thiếu vắng một ngôi sao Nam Cực có độ sáng đáng kể trên bầu trời phía nam (sao Sigma Octantis gần cực Nam nhất, nhưng nó quá mờ để có thể trở thành có ích cho con người định hướng), hai trong số các ngôi sao của chòm Nam Thập (Alpha và Gamma, hay Acrux và Gacrux) nói chung được sử dụng để định hướng cực nam địa lý. Kéo dài đường thẳng được tạo ra từ hai ngôi sao này khoảng 4,5 lần khoảng cách giữa chúng sẽ tới điểm sát với Nam cực của bầu trời.
Ngoài ra, nếu dựng một đường trung trực tạo ra bởi Alpha Centauri và Beta Centauri, thì điểm giao nhau của đường nói trên và đường này sẽ là điểm đánh dấu Nam cực của bầu trời. Trái với suy nghĩ của nhiều người, vị trí của chòm sao này không phải là đối diện với chòm sao Đại Hùng qua tâm Trái Đất. Trên thực tế, ở vùng nhiệt đới cả hai chòm sao Nam Thập (thấp ở phía nam) và Đại Hùng (thấp ở phía bắc) có thể cùng xuất hiện trên bầu trời từ tháng Tư cho đến tháng Sáu. Vị trí của chòm sao này chính xác là đối diện với vị trí của chòm sao Tiên Hậu (Cassiopeia) trên bầu trời, và vì thế chúng không thể cùng xuất hiện trên bầu trời trong cùng một thời gian. Đối với các khu vực nằm về phía nam của 34° vĩ nam thì Nam Thập luôn luôn ở trên bầu trời suốt cả đêm.
Trong chiêm tinh học của người Hindu cổ đại, cái được nói đến như là 'trishanku' chính là chòm sao 'Nam Thập' hiện đại.

## Các thiên thể nổi bật
Tinh vân Bao Than (Coalsack) là tinh vân tối nổi bật nhất trên bầu trời, dễ dàng nhìn thấy bằng mắt thường như là một vết đốm lớn sẫm màu ở phần phía nam của dải Ngân Hà.
Các thiên thể khác trong phạm vi chòm sao Nam Thập là Quần sao mở NGC 4755, được biết đến nhiều hơn qua tên gọi Quần sao Hộp Châu Báu (Jewel Box) hay Kappa Crucis, được Nicolas Louis de Lacaille phát hiện vào khoảng những năm 1751-1752. Nó nằm ở khoảng cách chừng 7.500 năm ánh sáng và chứa khoảng 100 ngôi sao trên một khu vực khoảng 20 năm ánh sáng.

## Lịch sử

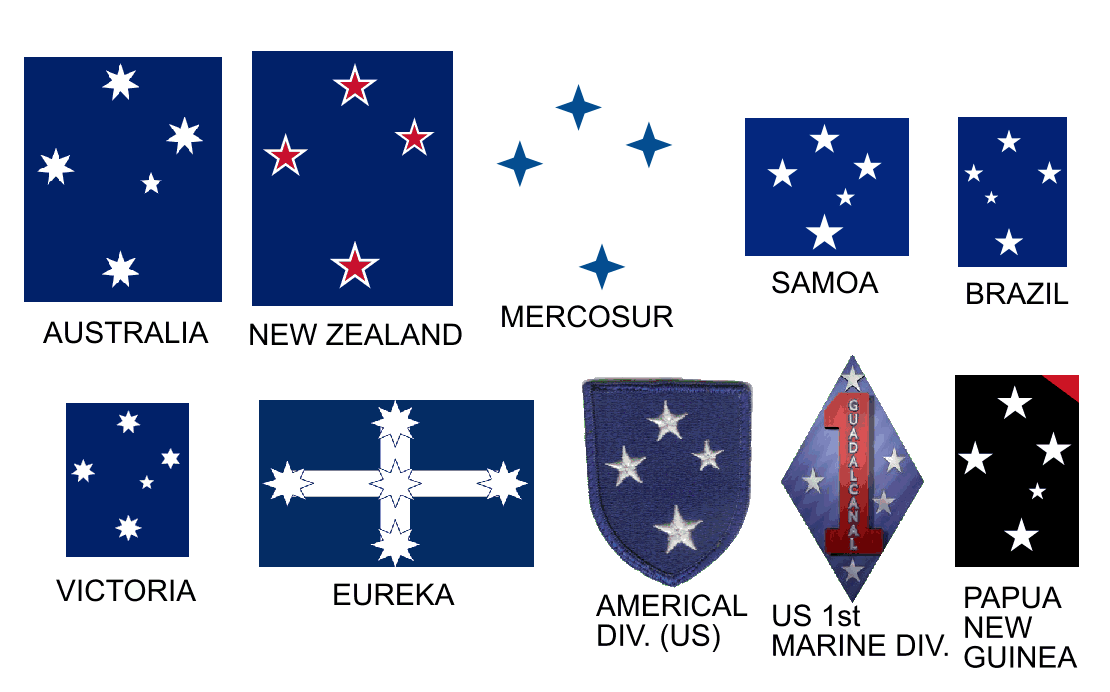
Chòm sao Nam Thập trên một số lá cờ.

Do tuế sai của điểm phân, các ngôi sao tạo thành chòm sao Nam Thập đã được nhìn thấy từ khu vực Địa Trung Hải trong thời Cổ đại, vì thế các ngôi sao này cũng đã được các nhà thiên văn người Hy Lạp biết đến. Tuy nhiên, chúng đã không được coi như là một chòm sao riêng biệt, mà được coi là một phần của chòm sao Bán Nhân Mã.
Sự phát hiện ra Nam Thập như là một chòm sao riêng rẽ nói chung được coi là của nhà thiên văn người Pháp Augustin Royer năm 1679. Tuy vậy, nó đã được biết đến với hình dạng như vậy từ trước đó rất lâu.
Năm ngôi sao sáng nhất của Nam Thập (α, β, γ, δ và ε Crucis) xuất hiện trên các lá cờ của Úc, Brasil, New Zealand (bỏ đi sao epsilon), Papua New Guinea và Samoa, cũng như trên cờ của các bang và vùng lãnh thổ của Úc như Victoria, Lãnh địa thủ đô Úc, Northern Territory và cờ của Khu vực Magallanes, Chile và trên một số cờ và biểu trưng của các tỉnh thuộc Argentina. Lá cờ của khu vực thương mại Mercosur có bốn ngôi sao sáng nhất (bỏ đi sao epsilon). Nam Thập cũng xuất hiện trên quốc huy Brasil. Phiên bản cách điệu hóa của Nam Thập xuất hiện trên cờ Eureka. Chòm sao này cũng được sử dụng trên phù hiệu nền lam thẫm của Sư đoàn America thuộc quân đội Mỹ, cũng như trên phù hiệu hình thoi màu tím nhạt của sư đoàn Hải quân đánh bộ số 1, Hoa Kỳ.
Hình ảnh trên đá của chòm sao này cũng đã được tìm thấy trong khu vực khảo cổ Macchu Picchu, Peru.

## Các ngôi sao
Các sao với tên gọi chính xác:
- (α1,2 Cru) – sao đôi 0,77 và 1,73 Acrux
- (β Cru) 1,25 Becrux hay Mimosa
- (γ Cru) – sao đôi 1,59 và 6,42 Gacrux
- (δ Cru) 2.79; Decrux [Delcrux]

Các sao với danh pháp Bayer:
ε Cru 3,59; ζ Cru 4,06; θ1 Cru 4,32; θ2 Cru 4,72; η Cru 4,14; ι Cru 4,69; κ Cru 5,89; λ Cru 4,62; μ1 Cru 4,03; μ2 Cru 5,08
Các sao đáng chú ý khác:
- HD 108147 7,00 – có hành tinh.